# Gare d'El M'hir
La gare d'El M'hir est une gare ferroviaire algérienne située sur le territoire de la commune d'El M'hir, dans la wilaya de Bordj Bou Arreridj.

## Situation ferroviaire
La gare est située à l'est de la ville d'El M'hir, sur la ligne d'Alger à Skikda où elle est précédée de la gare d'Ouled Sidi Brahim et suivie de celle de Mansoura.

## Service des voyageurs

### Desserte
La gare d'El M'hir est desservie par les trains régionaux de la liaison Alger - Sétif.